# Keep Their Heads Ringin'
«Keep Their Heads Ringin'» (a veces incorrectamente denominada Ring Ding Dong) es el nombre de un sencillo de Dr. Dre de la banda sonora de la película Friday. Aunque el álbum fue lanzado por Priority Records, Death Row Records todavía es propietario de los máster de la canción. Alcanzó el número 10 en el Billboard Hot 100 y fue certificada con disco de oro por la RIAA el 10 de mayo de 1995 por tener más de 500 000 de ventas individualmente. También alcanzó el número uno en el Hot Rap Tracks en los Estados Unidos. Interpola la canción "Funk You Up" en la secuencia del sencillo lanzado en 1980 por The Sequence, por el sello Sugar Hill Records. La canción también aparece en el álbum Death Row Greatest Hits, lanzado en 1996. La intro "Hey. Whatup?" es de Dr. Dre, mientras que la introducción continúa con la música de KRS-One diciendo "Buck, buck, buck".

## Posición en las listas
| Listas (1995)                                   | Posiciones |
| ----------------------------------------------- | ---------- |
| Belgian (Wallonia) Singles Chart                | 15         |
| Dutch Mega Top 100                              | 15         |
| Eurochart Hot 100                               | 37         |
| French SNEP Singles Chart                       | 29         |
| German Singles Chart                            | 23         |
| New Zealand RIANZ Singles Chart                 | 3          |
| Swedish Singles Chart                           | 7          |
| Swiss Singles Chart                             | 7          |
| UK Singles Chart                                | 25         |
| U.S. Billboard Hot 100                          | 10         |
| U.S. Billboard Hot Dance Club Play              | 4          |
| U.S. Billboard Hot R&B/Hip-Hop Singles & Tracks | 10         |
| U.S. Billboard Rhythmic Top 40                  | 13         |

| Lista fin de año (1995) | Posiciones |
| ----------------------- | ---------- |
| French Singles Chart    | 72         |